# Besmont
Besmont é uma comuna francesa na região administrativa de Altos da França, no departamento de Aisne. Estende-se por uma área de 15,86 km². Em 2010 a comuna tinha 150 habitantes (densidade: 9,5 hab./km²).